# Waking the Demon
"Waking the Demon" - trzeci singel pochodzący z drugiego albumu grupy Bullet for My Valentine, Scream, Aim, Fire. Teledysk do "Waking the Demon" został wyreżyserowany przez Maxa Nicholsa. Tematem utworu jest zemsta. Teledysk występuje w dwóch wersjach, różnią się one sceną po zakończeniu gitarowego solo. Premiera utworu w amerykańskich rozgłośniach radiowych odbyła się 21 kwietnia 2008.
9 kwietnia 2008 Bullet for My Valentine udostępnił zwiastun niewydanego wtedy jeszcze teledysku "Waking the Demon." Premiera pełnej wersji wideoklipu miała miejsce 16 kwietnia 2008 na portalu Myspace.

## Lista utworów
1. Waking the Demon - 4:08
2. Say Goodnight [Acoustic] - 3:14

## Lista utworów Promo CD
1. Waking the Demon (Rock Radio Mix) - 4:08

## Twórcy
- Matthew Tuck - śpiew, gitara
- Michael Paget – gitara, śpiew towarzyszący
- Jason James – bas, śpiew towarzyszący
- Michael Thomas – perkusja

## Notowania
| Notowanie                   | Pozycja |
| --------------------------- | ------- |
| U.S. Mainstream Rock Tracks | 39      |